# Grand Prix Formule 1 van Spanje 1976
De Grand Prix Formule 1 van de Spanje 1976 werd gehouden op 2 mei 1976 in Jarama.

## Uitslag
| Positie | Nr | Rijder             | Team               | Ronden | Tijd/Opgave         | Startplaats | Punten |
| ------- | -- | ------------------ | ------------------ | ------ | ------------------- | ----------- | ------ |
| 1       | 11 | James Hunt         | McLaren-Ford       | 75     | 1:42:20.43          | 1           | 9      |
| 2       | 1  | Niki Lauda         | Ferrari            | 75     | + 30.97             | 2           | 6      |
| 3       | 6  | Gunnar Nilsson     | Lotus-Ford         | 75     | + 48.02             | 7           | 4      |
| 4       | 7  | Carlos Reutemann   | Brabham-Alfa Romeo | 74     | + 1 Ronde           | 12          | 3      |
| 5       | 22 | Chris Amon         | Ensign-Ford        | 74     | + 1 Ronde           | 10          | 2      |
| 6       | 8  | Carlos Pace        | Brabham-Alfa Romeo | 74     | + 1 Ronde           | 11          | 1      |
| 7       | 20 | Jacky Ickx         | Wolf-Ford          | 74     | + 1 Ronde           | 21          |        |
| 8       | 16 | Tom Pryce          | Shadow-Ford        | 74     | + 1 Ronde           | 22          |        |
| 9       | 19 | Alan Jones         | Surtees-Ford       | 74     | + 1 Ronde           | 20          |        |
| 10      | 21 | Michel Leclere     | Wolf-Ford          | 73     | + 2 Ronden          | 23          |        |
| 11      | 2  | Clay Regazzoni     | Ferrari            | 72     | + 3 Ronden          | 5           |        |
| 12      | 26 | Jacques Laffite    | Ligier-Matra       | 72     | + 3 Ronden          | 8           |        |
| 13      | 37 | Larry Perkins      | Boro-Ford          | 72     | + 3 Ronden          | 24          |        |
| NF      | 12 | Jochen Mass        | McLaren-Ford       | 65     | Motor               | 4           |        |
| NF      | 17 | Jean-Pierre Jarier | Shadow-Ford        | 61     | Elektrisch probleem | 15          |        |
| NF      | 3  | Jody Scheckter     | Tyrrell-Ford       | 53     | Motor               | 14          |        |
| NF      | 28 | John Watson        | Penske-Ford        | 51     | Motor               | 13          |        |
| NF      | 35 | Arturo Merzario    | March-Ford         | 36     | Versnellingsbak     | 18          |        |
| NF      | 5  | Mario Andretti     | Lotus-Ford         | 34     | Versnellingsbak     | 9           |        |
| NF      | 4  | Patrick Depailler  | Tyrrell-Ford       | 25     | Ongeluk             | 3           |        |
| NF      | 9  | Vittorio Brambilla | March-Ford         | 21     | Ophanging           | 6           |        |
| NF      | 34 | Hans Joachim Stuck | March-Ford         | 16     | Versnellingsbak     | 17          |        |
| NF      | 10 | Ronnie Peterson    | March-Ford         | 11     | Transmissie         | 16          |        |
| NF      | 30 | Emerson Fittipaldi | Fittipaldi-Ford    | 3      | Transmissie         | 19          |        |
| NQ      | 18 | Brett Lunger       | Surtees-Ford       |        |                     |             |        |
| NQ      | 32 | Loris Kessel       | Brabham-Ford       |        |                     |             |        |
| NQ      | 25 | Emilio Zapico      | Williams-Ford      |        |                     |             |        |
| NQ      | 33 | Emilio de Villota  | Brabham-Ford       |        |                     |             |        |
| NQ      | 24 | Harald Ertl        | Hesketh-Ford       |        |                     |             |        |
| NQ      | 31 | Ingo Hoffmann      | Fittipaldi-Ford    |        |                     |             |        |

## Wetenswaardigheden
- James Hunt en Jacques Laffite werden oorspronkelijk gediskwalificeerd, maar na beroep toch terug in de uitslag opgenomen.
- De zeswielige Tyrrell P34 maakte zijn debuut deze race.

## Statistieken
| Pole-position | James Hunt  | McLaren-Ford | 1:18.52 |
| Snelste ronde | Jochen Mass | McLaren-Ford | 1:20.93 |

## Noot
- Dit was het debuut van de Zwitserse coureur Loris Kessel en de Spaanse coureurs Emilio Zapico en Emilio de Villota.
- Eerste podiumplaats voor Gunnar Nilsson.

1913 · 1923 · 1926 · 1927 · 1933 · 1934 · 1935 · 1951 · 1954 · 1967 · 1968 · 1969 · 1970 · 1971 · 1972 · 1973 · 1974 · 1975 · 1976 · 1977 · 1978 · 1979 · 1980 · 1981 · 1986 · 1987 · 1988 · 1989 · 1990 · 1991 · 1992 · 1993 · 1994 · 1995 · 1996 · 1997 · 1998 · 1999 · 2000 · 2001 · 2002 · 2003 · 2004 · 2005 · 2006 · 2007 · 2008 · 2009 · 2010 · 2011 · 2012 · 2013 · 2014 · 2015 · 2016 · 2017 · 2018 · 2019 · 2020 · 2021 · 2022 · 2023 · 2024 · 2025 · 2026